# Roe Basse
Roe Basse è una frazione di circa 120 abitanti del comune di Sedico, identificata localmente come il Principato.
Posta a Nord-Est di Sedico, confina a nord col comune di Belluno, a est, oltre il torrente Gresal, con Prapavei, a sud con Poian e Gresal ed a ovest con Roe Alte; dista 3 km da Sedico e 9 da Belluno.

## Monumenti e luoghi d'interesse

### Architetture religiose

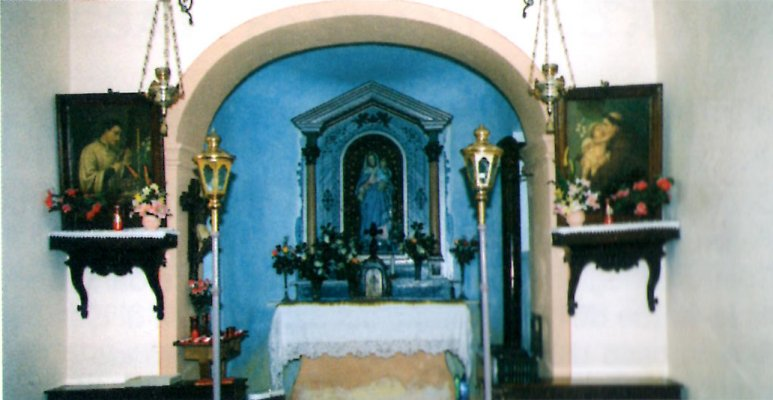
Un'immagine dell'interno della chiesetta.

- Chiesa di Santa Maria Immacolata (XX secolo). La chiesa, edificata nel 1906 e dedicata all'Immacolata Concezione di Maria, si compone di un piccolo edificio con accanto il campanile. Per la Chiesa cattolica il territorio è amministrativamente sede parrocchiale e parte della forania di Sedico, a sua volta divisione amministrativa della diocesi di Belluno-Feltre.[2]

## Manifestazioni

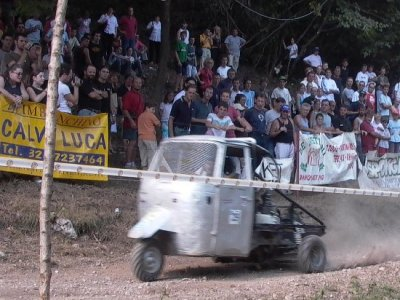
Un Piaggio Ape durante l'edizione del 2003 del Caliera Trophy.

### Caliera Trophy
Nella seconda metà di agosto si svolgeva il Caliera Trophy, una manifestazione motoristica affine al rallycross ma riservata a motocarri Piaggio Ape equipaggiati con 
motori elaborati, la cui prima edizione, e prima in assoluto nel suo genere, risale al 1991. Negli ultimi anni il Caliera Trophy ha richiamato costantemente qualche migliaio di spettatori, ed ha visto ogni anno la partecipazione di circa 60-70 mezzi provenienti, oltre che dal Triveneto, da Lombardia, Romagna, Marche e San Marino. La XXV edizione dell'agosto 2015 è stata l'ultima sul tradizionale tracciato, in quanto dal 2016 il terreno su cui si è disputava non è più stato disponibile e non è stato più possibile replicarla.

### Sagra della Madonna
Dal 21 al 23 gennaio 2006, in occasione del centenario della chiesetta e riprendendo 
una tradizione risalente agli anni cinquanta, si è tenuta la Sagra della Madonna. 
La manifestazione, a cui è stata data cadenza quinquennale, si è ripetuta nel gennaio 2011, 
ed ha visto la sua terza edizione svolgersi il 23 e 24 gennaio 2016. Alle consuete caratteristiche delle sagre locali si 
abbinano iniziative di tipo goliardico, quali l'elezione dello scemo del villaggio, il 
referendum sull'annessione al Principato di Monaco e nella sua ultima edizione una Retrorun, ovvero una corsa
all'indietro su un percorso di circa 700 metri.

### Caccia al tesoro
Dal 2017, in settembre si svolge una caccia al tesoro automobilistica. 
gli equipaggi, oltre a risolvere quiz e indovinelli e a cimentarsi in prove di vario tipo (canore, sportive, ecc.) sono tenuti a presentarsi con vari tipi di travestimenti.
Per ragioni organizzative la menifestazione è stata limitata a 20 equipaggi,
erano 12 nel 2017 e 16 nel 2018.